# L'Hebdo du Vanuatu
L'Hebdo du Vanuatu est un journal ni-Vanuatu.
Lancé le 11 décembre 2008, c'est le premier journal du Vanuatu publié exclusivement en français,. Le français est l'une des trois langues officielles du Vanuatu, avec la bichelamar et l'anglais. Il n'y a pas, et il n'y a pas eu, de journal national en langue française depuis avant l'indépendance. Le dernier journal était Nabanga, qui a cessé de paraître avant l'indépendance.
Le journal a été lancé par Gene Wong et Marc Neil-Jones du journal anglophone Vanuatu Daily Post,,, avec le soutien de l'Union européenne et de l'ambassade de France au Vanuatu. Il s'adresse aussi bien aux ni-Vanuatu francophones, au Vanuatu et à la Nouvelle-Calédonie francophone voisine. Il couvre également l'actualité des deux pays.
Chaque numéro est vendu 100 Vt ou 150 CFP.